# Phileris haplopygus
Phileris haplopygus är en tvåvingeart som beskrevs av Tsacas 1976. Phileris haplopygus ingår i släktet Phileris och familjen rovflugor. Inga underarter finns listade i Catalogue of Life.